# We Come Strapped
We Come Strapped – wspólny album amerykańskiego rapera MC Eihta i zespołu hip-hopowego Compton’s Most Wanted. Został wydany 19 lipca, 1994 roku nakładem Epic Records. Został wyprodukowany przez MC Eihta i DJ Slipa z Compton’s Most Wanted. Uplasował się na 1. miejscu notowania Top R&B/Hip-Hop Albums i 5. pozycji na Billboard 200. Gościnnie występuje tylko dwóch gości, Spice 1 i Redman.

## Lista utworów
| #  | Tytuł                                                  | Kompozytorzy                                          |
| -- | ------------------------------------------------------ | ----------------------------------------------------- |
| 1  | "Niggaz That Kill (endolude)"                          | (A. Tyler, T. Allen)                                  |
| 2  | "Def Wish III" (Intro)                                 | (A. Tyler, T. Allen)                                  |
| 3  | "Def Wish III"                                         | (A. Tyler, T. Allen)                                  |
| 4  | "Take 2 With Me"                                       | (A. Tyler, T. Allen)                                  |
| 5  | "All for the Money"                                    | (A. Tyler, T. Allen, P. Richmond, R. Locke, D. Ellis) |
| 6  | "Compton Cyco"                                         | (A. Tyler, T. Allen)                                  |
| 7  | "Niggaz Make the Hood Go Round"                        | (A. Tyler, T. Allen)                                  |
| 8  | "Nuthin' But High (endolude)"                          | (A. Tyler, W. Zimmerman)                              |
| 9  | "We Come Strapped"                                     | (A. Tyler, T. Allen)                                  |
| 10 | "Can I Still Kill It"                                  | (A. Tyler, T. Allen)                                  |
| 11 | "Goin' Out Like Geez"                                  | (A. Tyler, T. Allen)                                  |
| 12 | "Nuthin' But the Gangsta" (featuring Spice 1 & Redman) | (A. Tyler, T. Allen, R. Noble, R. Green)              |
| 13 | "Hard Times"                                           | (A. Tyler, T. Allen)                                  |
| 14 | "Compton Bomb"                                         | (A. Tyler, T. Allen)                                  |
| 15 | "2 Tha Westside (endolude)"                            | (A. Tyler, T. Allen)                                  |

## Historia notowań
| Notowanie (1995)                      | Pozycja |
| ------------------------------------- | ------- |
| U.S. Billboard 200                    | 5       |
| U.S. Billboard Top R&B/Hip-Hop Albums | 1       |

| We Come Strapped       |
| ---------------------- |
| RIAA: Złoto            |
| Wydany: 19 lipca, 1994 |